# Carl Uterhart (Mediziner, 1793)
Carl Ludwig Friedrich Uterhart (* 17. Mai 1793 in Friedland (Mecklenburg); † 6. Mai 1852 in Parchim) war ein deutscher Arzt.

## Leben

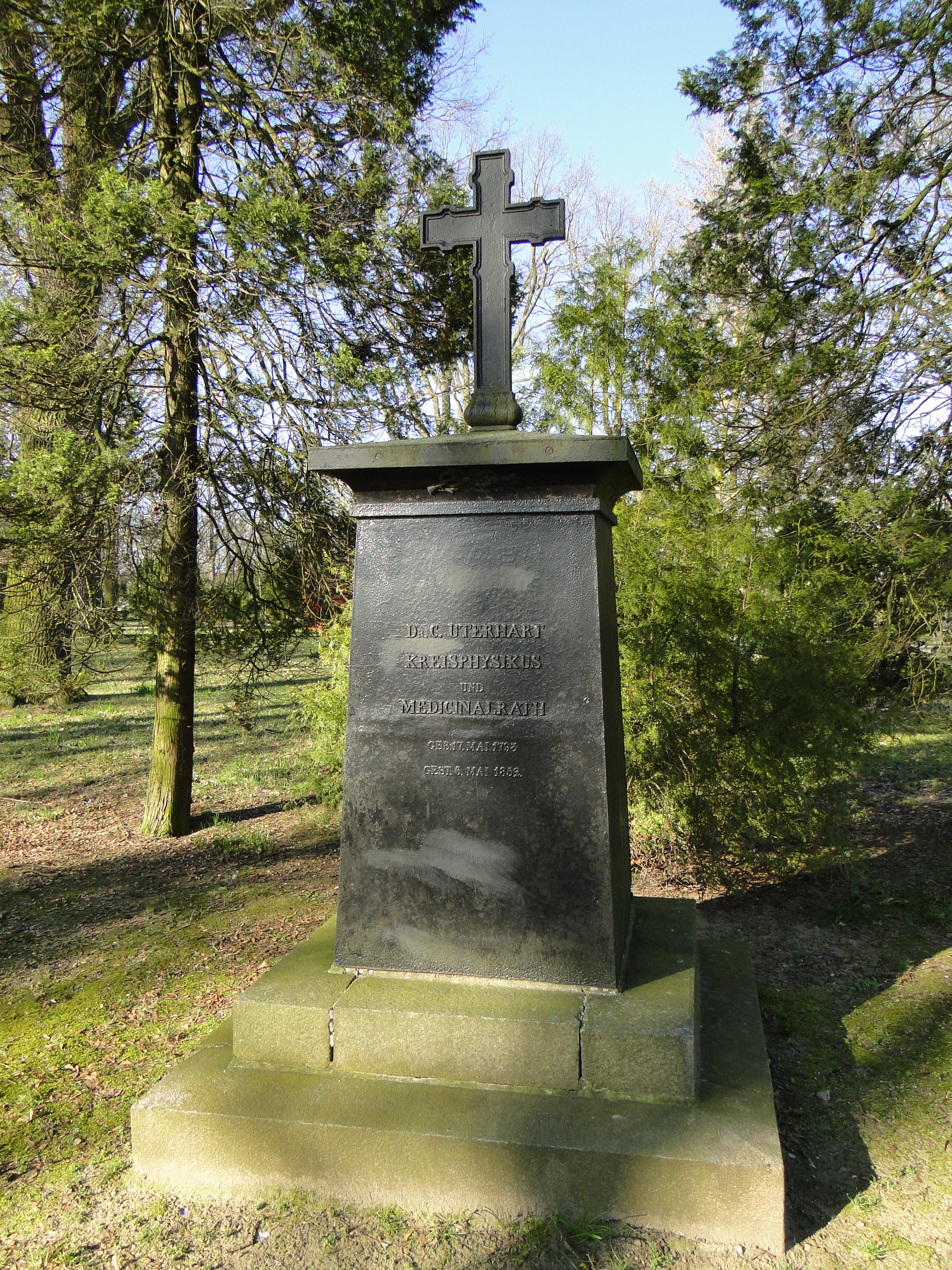
Grabmal Uterharts auf dem Alten Friedhof in Parchim

Carl Uterhart war ein Sohn des Bürgermeisters und Hofrats (Carl) Friedrich Uterhart (1754–1829) und der Friedländer Bürgermeistertochter Johanna Dorothea Friederike, geb. (von) Berlin (1774–1840). Eine von seinen Schwestern, Johanna (Dorothea Friederike) (1794–1858), war mit dem Theologen Carl Leuschner verheiratet. Rudolf Berlin war sein Groß-Cousin.
Uterhart, der wahrscheinlich die Friedländer Gelehrtenschule besucht hatte, begann sein Medizinstudium 1812 in Berlin und wurde hier 1813 Mitglied des Corps Vandalia I Berlin. Er war Teilnehmer der Befreiungskriege 1813 bis 1815 und wurde zunächst Mitglied im Lützowschen Freikorps. 1814 setzte er sein Medizinstudium an der Universität Jena fort und trat der Corpslandsmannschaft Vandalia Jena bei. Aus dieser ging 1815 die Urburschenschaft in Jena hervor, deren Mitglied er wurde. Am 1. August 1816 wurde Uterhart in Jena zum Dr. med. promoviert.
Von 1818 bis zu seinem Tod war er als praktischer Arzt in Parchim tätig. 1831 wurde er zum Medizinalrat ernannt und 1843 zum Kreisphysicus, 1844 auch zum Stadtphysicus bestellt. Von 1840 bis 1850 war er Meister vom Stuhl der Parchimer Freimaurerloge  Friderica Ludovica zur Treue.
Von Uterhart, der 1819 die Parchimer Zinngießertochter Christine (Maria Elisabeth), geb. Hoffmann (1796–1825) geheiratet hatte, sind drei Söhne bekannt. Einer dieser Söhne, Carl (Ludwig Wilhelm) Uterhart starb als Rostocker Jura-Student; ein weiterer, Friedrich (Hermann Theodor Christian) Uterhart (1821–1894), wurde praktischer Arzt Parchim; der Dritte, (Ludwig Christian Heinrich) Paul Uterhart (1823–1874), wurde Jurist und war zuletzt Direktor des Rostocker Distrikts.

## Grabmal
Sein eisernes Grabmal in Form eines Obelisken ist auf dem Alten Friedhof in Parchim erhalten. Es wurde von der Maschinenfabrik von Ernst Alban in Plau am See hergestellt. Es steht unter Denkmalschutz.
In der Literatur wird er zeitweilig mit seinem gleichnamigen Neffen, dem Mediziner Karl (Eduard Samuel) Uterhart (1835–1895), verwechselt.

## Schriften
- Diss. inaug. de telae cellulos. inflammat. Jena 1816
- Beschreibung des Gesundbrunnens bei Parchim. Zimmermann, Parchim 1824